# Huejotzingo
Huejotzingo es una ciudad mexicana del estado de Puebla, localizada cerca de la falda de la Sierra Nevada. Es la cabecera del municipio de Huejotzingo. El 26 de junio de 2023 recibió el nombramiento de Pueblo Mágico por parte de la Secretaría de Turismo (SECTUR).
En la ciudad de Huejotzingo se encuentra el 20% de total del territorio ocupado por el Aeropuerto Internacional Hermanos Serdán (Código IATA: PBC - Código OACI: MMPB - Código DGAC: PBC), el restante territorio está en Juan C. Bonilla 5% y Tlaltenango, 75%.[cita requerida] Ubicado dentro de la zona metropolitana de Puebla. Es operado por Aeropuertos y Servicios Auxiliares, una corporación del gobierno federal.
Se divide en cuatro barrios, establecidos en forma de cuadrantes a partir del zócalo de la ciudad. En años recientes la construcción de nuevos desarrollos habitacionales en los alrededores de la ciudad ha sido muy significativa y ha modificado la dispersión y movilidad poblacionales.
Es el principal productor de sidra en México. Familias enteras han compartido de generación en generación la pasión para elaborar sidra, en algunos de los casos de manera artesanal y con los métodos que aprendieron desde el siglo pasado. Del 28 de noviembre al 31 de diciembre se lleva a cabo la Feria de la Sidra, en la que participan 23 productores locales de esta bebida.

## Historia
El pueblo Huexotzinca, en la época Tolteca-Chichimeca, reside ya en las estribaciones de la sierra nevada (Iztaccíhuatl) y tiene como sede principal a Chiautzinco-San Mateo Caputitlán. Después de las guerras con Tlaxcala y la dispersión de los huexotzincas, la población se ubica en las zonas defensivas de las barrancas de Nepopualco, Tianguizolco, Tianguistenco, Tlanicontla, así como Coyotzingo y Chiautzingo. Según los especialistas Rafael García Granados y Luis Mac Gregor, el Huejotzingo prehispánico debió localizarse junto a Santa María Tianguistengo, en un lugar conocido en la actualidad como San Juan la Loma. Así describen la ubicación: "hay una loma separada de ellos [de San Miguel y Santa María] por dos profundas barrancas, que en la actualidad pertenece al pueblo de Santa María Tianguistengo, y se conoce como San Juan de la Loma. Las barrancas, que se inician en un punto situado entre los dos pueblos, circundan esta gran loma y se vuelven a unir en el extremo occidental de la misma, aislándola y convirtiéndola en una fortaleza natural. Al subir por el extremo oriental, a los pocos metros comienzan a encontrarse en grandísima abundancia fragmentos de cerámica del tipo Cholula, y en menor cantidad, del tipo mexica, del teotihuacano y del arcaico".
Los mexicas lograron someter al pueblo teochichimeca de Huejotzingo pero a la llegada de los españoles encontramos a éstos relacionados con los tlaxcaltecas. Huejotzingo era un pueblo numeroso de infinitas poblaciones que habitaban la serranía y las orillas de las barrancas (magníficos puntos defensivos). 
Como es sabido, los primeros franciscanos fundan en 1524 un convento en este emplazamiento de la ciudad. 
Los estudiosos ante dichos creen haber encontrado el sitio donde estuvo el 'gran teocalli de Huejozingo y la primitiva iglesia franciscana, al parecer de ellos el sito es una pequeña loma en las inmediaciones de San Simón Tlanicontla, hoy municipio de Domingo Arenas: "En la loma situada al sur de ésta [Santa María] y separada de ella por una de las barrancas que hemos mencionado, se encuentran los pueblos de San Simón Tlanicontla y Santiago Xaltepetlapa, que se hallan casi unidos; y detrás de estos pueblos, en la misma loma, hay un terreno de labor denominado Teopanzolco, donde también hay abundantes vestigios de cerámica y se han sacado figuras de piedra que no hemos podido adquirir [...] El nombre de este terreno induce a creer que en él se encontró el gran teocalli de Camaxtli; más la tradición dice que allí existió un templo cristiano, del que nada queda[...] Nos inclinamos a creer que esta iglesia fue nada menos que el primitivo convento franciscano que fray Juan de Alameda desmanteló hacia 1529, cuando mudó la ciudad y el convento a otro sitio".
Los sobrevivientes de estas poblaciones (cuyos habitantes se redujeron de 80 mil a casi 40 mil a causa de la guerra, el matlazahuatl y el cocoliztle) fundaron una nueva ciudad de Huejotzingo, en los terrenos llanos que antiguamente se conocían como Amillpan y que se localizan a unos kilómetro al oriente de la dicha San Juan la Loma. Pronto los vecinos que prestaban en gran número ayuda a la construcción se instalaron alrededor del nuevo convento de San Miguel, que el mismo fray Juan de Alameda empezara su construcción hacia 1550.

### Escudo
El 18 de agosto de 1556 fue concedido por Felipe II, Rey de España y firmado en Valladolid por la princesa Juana. La forma de una fortaleza de plata en campo rojo del cual sale una bandera azul con la Cruz de Jerusalén, en oro y una palma de oro; a los lados de la fortaleza dos leones en salto, asidos a ella una orla con cinco estrellas azules en campo de plata, timbrado con la divisa Karolus Quintus Hispaniarum Rex, inscrita en gira. Los leones son los blasones de Carlos V que simboliza fuerza, la ciudad incorporada a la Corona; la Cruz, la evangelización de ultramar, por estar en azul; la palma, triunfo y grandeza; las aspas representan la Cruz Decussata o de San Andrés, usadas por el Ducado de Borgoña; las estrellas son adornos heráldicos.

## Demografía
De acuerdo al último censo, realizado por el INEGI en 2010, la ciudad es habitada por 25 684 personas.
| Gráfica de evolución demográfica de Huejotzingo entre 1900 y 2010 |
|                                                                   |
| Instituto nacional de estadística y geografía (INEGI)             |

## Monumentos arquitectónicos

### Convento franciscano delsigloXVI

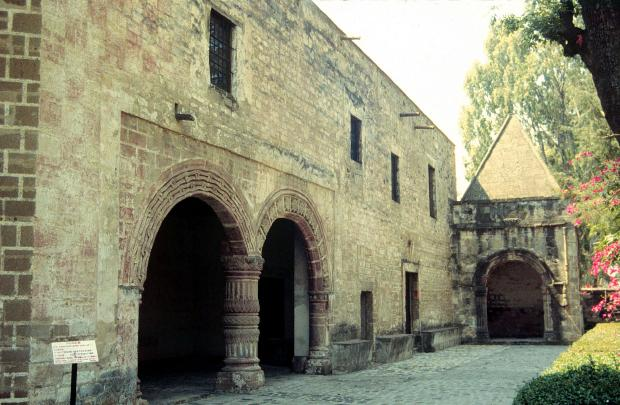
Portería y Capilla Posa.

El exconvento de San Miguel Arcángel, tiene una arquitectura de tipo colonial con subtipo plateresco, es uno de los cuatro primeros establecimientos franciscanos que se dedicaron en la Nueva España. En este templo se venera a San Miguel, patrono de Huejotzingo.
Se empezó a construir en 1526 y se terminó en 1570 por fray Juan de Alameda. Su estilo es plateresco, la dimensión del atrio es de 14,400 metros cuadrados; con planta rectangular de aproximadamente 60 metros lineales de longitud. Se describe que el patio es de grandes dimensiones, al centro hay una cruz de piedra y en sus cuatro ángulos se encuentran sus famosas capillas posas. La entrada tiene altas columnas clásicas, cuyos capiteles soportan una delgada cornisa para formar un alfiz. Está decorado por el clásico cordón franciscano y siete anagramas en griego y latín; el interior es una sola nave. En los interiores queda una muestra de pintura mural al fresco, destacando el mural fresco de los encapuchados. La entrada al convento es por la portería anexa en el costado sur de la fachada principal del templo; presenta dos amplios arcos soportados al centro por una monumental columna, en el interior conserva íntegramente todas sus dependencias.

### Templo de San Diego

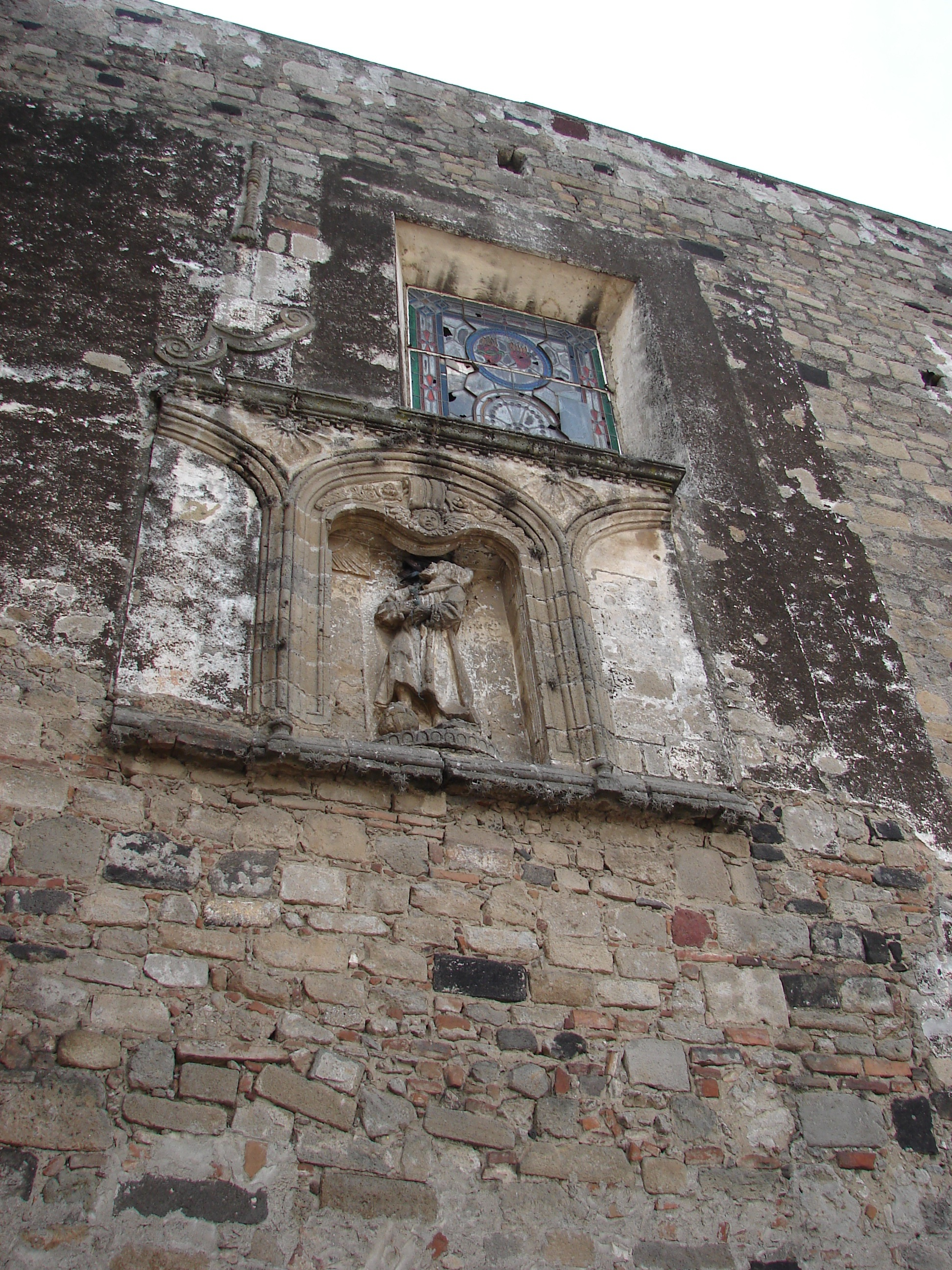
Detalle de la pared lateral.

Tiene una arquitectura de tipo colonial. Su construcción se realizó en 1598 y 1600. Según se dice, la obra se favoreció en este lugar gracias a un pozo, que en la actualidad se encuentra en el interior. Su fachada principal presenta sillaria de cantera, en la que sobresale la portada con el vano de entrada y la ventana coral enmarcados por pilastras cornisas. Se aprecian además áculos, pináculos, roleos y un frontón recto y como remate un pedestal con la escultura de San Diego. El campanario contiene vanos arcados, pilastras y cupulin con linternilla.
El interior tiene planta de cruz latina, cuya cubierta alterna la bóveda de lunetos, la de pañuelo y cúpula sobre pechinas. Destacan sus retablos barrocos estofados en oro; en sus variantes barroco y churrigueresco; además grandes lienzos al óleo con temas religiosos, de los que sobresale el que representa el milagro de San Diego, que por tradición se cuenta que salvo a un niño que cayó al pozo antes mencionado. La sacristía es interesante por su techumbre artesanal.

## Cultura

### Gastronomía

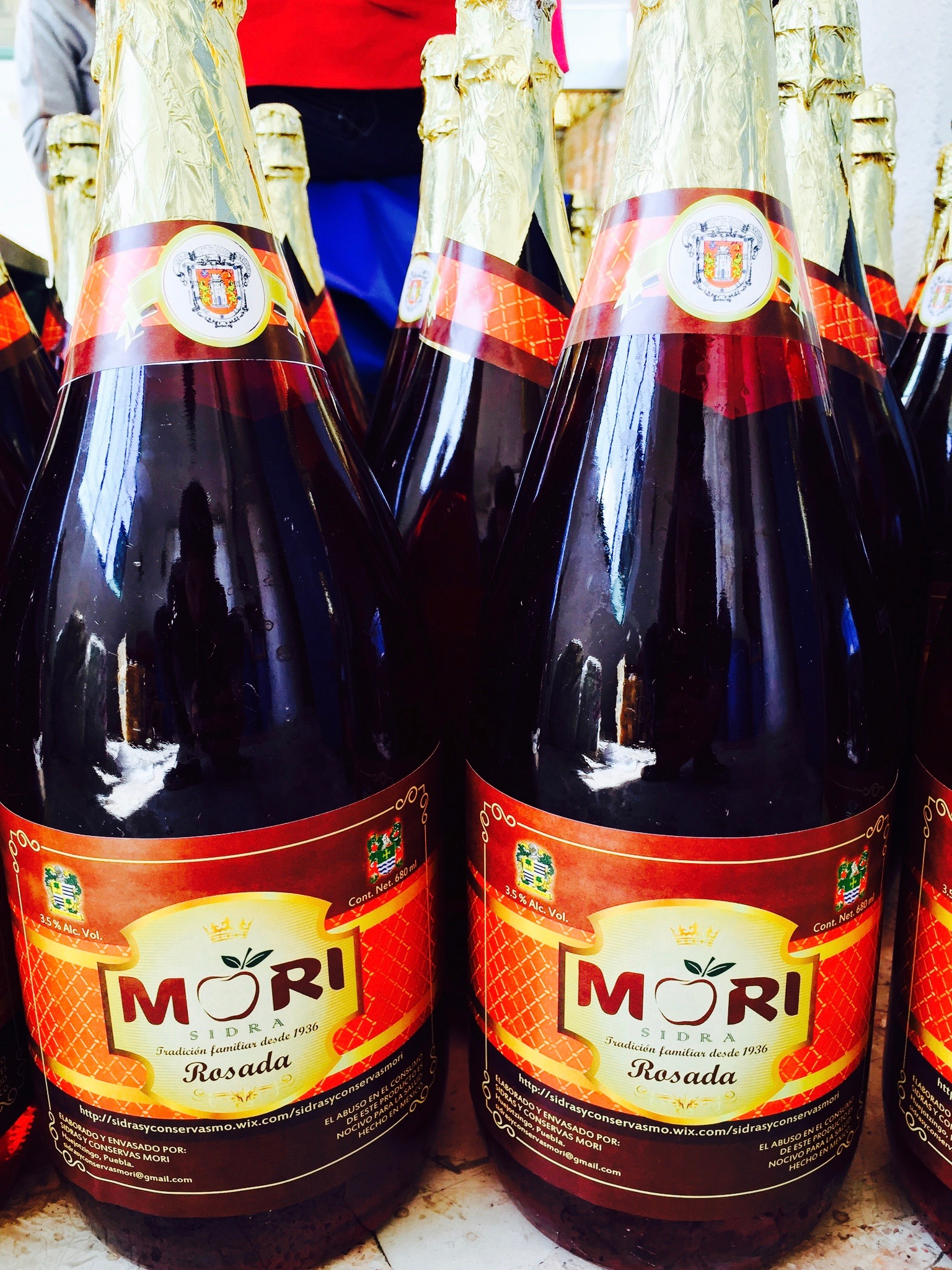
Sidra de Huejotzingo

- Alimentos: Mole poblano, pipián verde, cemitas poblanas, chiles en nogada y sus tradicionales carnitas.
- Dulces típicos de la región: Conserva de frutas, ates, jamoncillo, alegría y dulces de calabaza, camotes, entre otros.
- Bebidas: Sidra, vinos de frutas y ponche.

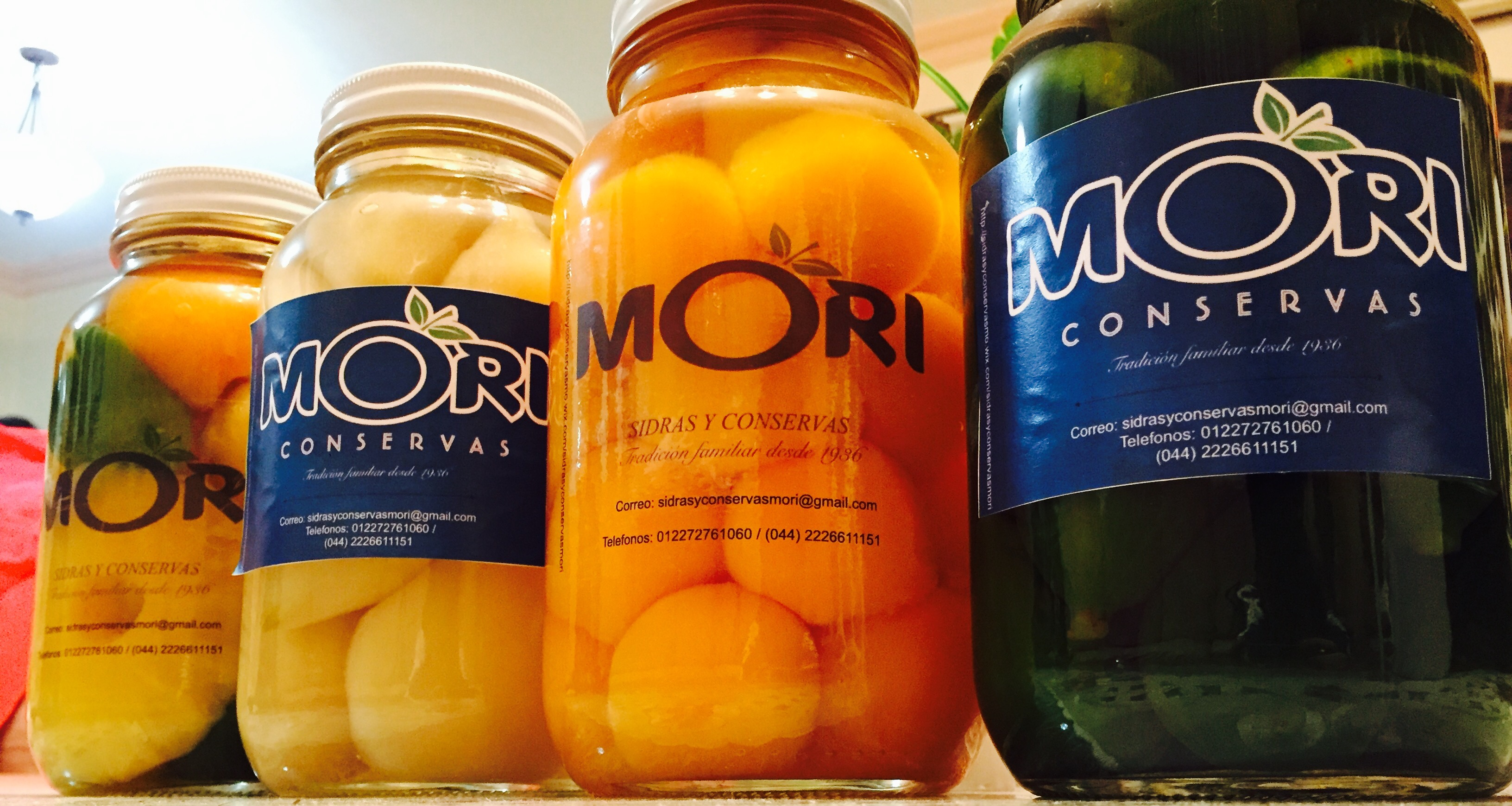
Conservas de Huejotzingo

### Tradiciones
| Fiesta                | Descripción |
| --------------------- | --- |
| Fiesta de Huejotzingo | Es una celebración anual y una de las más importantes de Puebla, que se realiza del 15 al 30 de septiembre, esta conmemoración tiene lugar en la cabecera municipal del municipio de Huejotzingo, y es realizada en honor al patrono de dicha municipalidad San Miguel Arcángel, cuyo santoral según el “Almanaque del más antiguo Galván”, se festeja el 29 de septiembre; asimismo, a toda la celebración se le conoce también como “La Feria de la Sidra”. |
| Carnaval              | Recuerda las festividades del año agrícola de Tláloc, modificado en la época colonial con danzas de enmascarados; en él se incluye la alegoría del rapto de una doncella, por Agustín Lorenzo y sus escenas de la batalla entre franceses y mexicanos. |
| Festejo a los muertos | 1 y 2 de noviembre. Fiesta popular mexicana en la que se recuerda a los antepasados muertos, es decir, a los fieles difuntos |
| Semana Santa          | Se celebra haciendo altares. Son 5 altares diferentes representando al Sr. del Consuelo, Sr. de las tres caídas, Sr. del Dulce Nombre, Santo Entierro y Sr. del Perdón, cada viernes estas tres imágenes de Jesucristo salen de la parroquia de San Miguel y son llevadas en procesión por distintas calles, mucha gente lleva faroles para alumbrar, estos son de color rojo. Cada imagen tiene una comisión asignada (comisión del D.N., comisión del Sr. de 3 caídas, Sr. del consuelo) para llevarla al hogar que le toca recibirla, los cuales harán una representación bíblica cada domingo durante 6 semanas. Estos altares se realizan en casas particulares. las personas visitan el altar a partir de la tarde-noche del domingo, todo el día del lunes y hasta la tarde del martes pues ese día en la tarde-noche salen las imágenes para ser llevadas de regreso a la parroquia donde esperaran hasta que llegue el otro viernes. el Jueves Santo se hacen altares con representaciones bíblicas en cada una de las iglesias de la comunidad, y en el centro de la comunidad, 2 altares grandes los cuales en su mayoría representan escenas bíblicas importantes de la Semana Santa (en los altares al dar limosna cada comisión te da hilos pintados del color de la Cuaresma, pan, imágenes, etc.). |
| Viernes Santo         | Por toda la comunidad se hace el recorrido del viacrucis con las diferentes imágenes (Cristo, la Virgen María, María Magdalena, Juan, etc.) se recorren los 4 barrios empieza a las 8 y termina por las 2 cuando todos se reúnen en el centro para escuchar las 7 palabras, cabe recalcar que tanto como en los altares mencionados anteriormente y el viacrucis los habitantes adornan las calles y ponen alfombras ya sea pintadas o hechas de aserrín para que pasen las imágenes. El viacrucis pasa por todas las iglesias de la comunidad, empezando en el templo de San Diego y acabando en el convento de San Miguel. |
| Sábado Santo          | Ese día por la noche las personas se reúnen en 3 de las principales iglesias del municipio (la parroquia, el ex-convento y el Carmen) en las cuales se hace misa de gallo (a media noche) y se lee la biblia, aquí también se bendice el fuego nuevo y otras cosas (cada persona lleva agua, semillas y veladoras) las cuales serán bendecidas, la gente al terminar la misa convive un rato (se da pan y atole) después cada familia se va a su casa con su vela prendida la cual alumbrará su camino y los guiará. |

### Carnaval de Huejotzingo
Las festividades que se llevan a cabo en esta ciudad antes de la Cuaresma, es el Carnaval de Huejotzingo, en el cual se ve transformada su vida cotidiana de nuestras poblaciones por la algarabía de nuestros habitantes que conforman los distintos batallones o cuadrillas ataviados con lujosos trajes, que bailan y festejan durante varios días.
En el carnaval renacen tras sucesos año con año: la lucha contra la intervención francesa en México, el rapto de la hija del corregidor y el casamiento indígena tradicional, lo que sin duda le ha dado un estilo muy peculiar al Carnaval de Huejotzingo.
No se tienen noticias de cómo se celebraba el carnaval en la colonia, solo se conoce que existían bailes de huehues o viejos cuya fecha coincidía con el periodo anterior a la Cuaresma de la liturgia. Adoptaron las formas de batallones de Zuavos, Zapadores, Zacapoaxtlas, Turcos, Indios; armados con mosquetones, sustituyendo a los antiguos huehues de la región.
La representación del legendario Agustín Lorenzo se incorporó al mismo tiempo que los batallones. De la integración del casamiento indígena, no sabemos gran cosa pero nos inclinamos a pensar que fue muy posterior y nacido de la boda del indio Agustín Lorenzo.
Sea cual fuera el origen de la integración de las tres historias lo cierto es que generaron una enorme tradición que, con algunos cambios, perdura con mucha fuerza. Tan es así que los Huejotzingas están seguros que su Carnaval nunca morirá, pues ni siquiera se suspendió en los difíciles años de la revolución cuando les fue prohibido usar mosquetones: entonces participaron con palos.